# Mistrzostwa Świata w Lekkoatletyce 1983 – sztafeta 4 × 400 m kobiet
Sztafeta 4 × 400 metrów kobiet – jedna z konkurencji biegowych rozgrywanych podczas lekkoatletycznych mistrzostw świata w 1983 na Stadionie Olimpijskim w Helsinkach.

## Terminarz
| Data        |            |
| ----------- | ---------- |
| 13 sierpnia | Eliminacje |
| 14 sierpnia | Finał      |

## Rekordy
|               | Zawodniczki                                                       | Wynik   | Miejsce | Data                  |
| ------------- | ----------------------------------------------------------------- | ------- | ------- | --------------------- |
| Rekord świata | NRD · (Kirsten Siemion, Sabine Busch, Dagmar Rübsam, Marita Koch) | 3:19,04 | Ateny   | 11 września 1982(dts) |

## Wyniki

### Eliminacje
Rozegrano dwa biegi eliminacyjne. Z każdego biegu trzy najlepsze sztafety automatycznie awansowały do finału (Q). Stawkę finalistek uzupełnły dwie sztafety z najlepszymi czasami spośród pozostałych (q).

### Bieg 1
| Poz. | Reprezentacja     | Zawodniczki                                                                       | Wynik   | Uwagi |
| ---- | ----------------- | --------------------------------------------------------------------------------- | ------- | ----- |
| 1    | Stany Zjednoczone | Roberta Belle, Easter Gabriel, Rosalyn Bryant, Denean Howard                      | 3:26,32 | Q     |
| 2    | Kanada            | Charmaine Crooks, Jillian Richardson, Molly Killingbeck, Marita Payne             | 3:27,21 | Q     |
| 3    | Czechosłowacja    | Milena Matějkovičová, Zuzana Moravčíková, Taťána Kocembová, Jarmila Kratochvílová | 3:27,60 | Q     |
| 4    | RFN               | Rita Daimer, Ute Thimm, Gisela Gottwald, Gaby Bußmann                             | 3:29,70 | q     |
| 5    | Rumunia           | Iulia Radu, Daniela Matei, Cristieana Cojocaru, Elena Lina                        | 3:30,96 | q     |

### Bieg 2
| Poz. | Reprezentacja | Zawodniczki                                                         | Wynik   | Uwagi |
| ---- | ------------- | ------------------------------------------------------------------- | ------- | ----- |
| 1    | ZSRR          | Jelena Korban, Marina Iwanowa, Irina Baskakowa, Marija Pinigina     | 3:28,77 | Q     |
| 2    | NRD           | Kerstin Walther, Undine Bremer, Ellen Fiedler, Sabine Busch         | 3:29,05 | Q     |
| 3    | Bułgaria      | Swobodka Damianowa, Rosica Stamenowa, Katia Iliewa, Galina Penkowa  | 3:31,11 | Q     |
| 4    | Jamajka       | Cathy Rattray, Overill Dwyer-Brown, Jacqueline Pusey, Grace Jackson | 3:34,17 |       |
| 5    | Portoryko     | Madeline de Jesús, Vilma Paris, Margaret de Jesús, Nilsa Paris      | 3"42,79 |       |

### Finał
| Poz. | Reprezentacja     | Zawodniczki                                                                       | Wynik   | Uwagi |
| ---- | ----------------- | --------------------------------------------------------------------------------- | ------- | ----- |
| 1    | NRD               | Kerstin Walther, Sabine Busch, Marita Koch, Dagmar Rübsam                         | 3:19,73 |       |
| 2    | Czechosłowacja    | Milena Matějkovičová, Zuzana Moravčíková, Taťána Kocembová, Jarmila Kratochvílová | 3:20,32 | [ 2 ] |
| 3    | ZSRR              | Jelena Korban, Marina Iwanowa, Irina Baskakowa, Marija Pinigina                   | 3:21,16 |       |
| 4    | Kanada            | Charmaine Crooks, Jillian Richardson, Molly Killingbeck, Marita Payne             | 3:27,41 |       |
| 5    | Stany Zjednoczone | Roberta Belle, Easter Gabriel, Rosalyn Bryant, Denean Howard                      | 3:27,57 |       |
| 6    | RFN               | Rita Daimer, Ute Thimm, Gisela Gottwald, Gaby Bußmann                             | 3:29,43 |       |
| 7    | Bułgaria          | Swobodka Damianowa, Rosica Stamenowa, Katia Iliewa, Galina Penkowa                | 3:30,36 |       |
| 8    | Rumunia           | Iulia Radu, Daniela Matei, Cristieana Cojocaru, Elena Lina                        | 3:35,61 |       |